# Universidad de Ruan
La Universidad de Ruan-Normandía es una universidad nacional francesa, con sede en Ruan, Normandía.
Además de sus locales en Ruan y sus alrededores, posee varias  antenas universitarias en Évreux y Elbeuf. Cuenta con una población estudiantil de aproximadamente 25 000 estudiantes. Es una universidad de prestigio que cuenta, entre sus profesores, con la catedrática Natalie Depraz; una de las fenomenólogas y filósofas con más renombre de Francia.